# Malo perje
Malo perje (patuljasta svilina, lat. Zostera noltei; ponegdje Zostera noltii), vodena biljna vrsta iz porodice vogovki raširena istočnim Atlantikom, Baltičkim morem, Sredozemljem, Kaspijskim morem i Aralskim jezerom. Na Jadranu je ima od Istre do Dubrovnika, gdje stvara podvodne livade, na pr.: Novigradsko more, oko otoka Hvara, ušće Neretve.
Malo perje je jednodomna cvjetnica čiji se mladi listovi razvijaju na proljeće, a na jesen odumiru stari, dok preko zime opstaje samo rizom (debljine 5 do 20 mm) ukopan u pjeskoviti mulj. Razmnožava se sjemekama i vegetativno.
Listovi su znatno kraći nego kod morske sviline, svega 5 do 30 cm, i tamnozelene su boje. Nije otporna na zagađenje mora.